# 黑勒斯多夫
黑勒斯多夫（德語：Hellersdorf，德語：[ˈhɛlɐsˌdɔʁf] ⓘ）是德國柏林马尔灿-黑勒斯多夫区的一个下属區。1920年大柏林法案公佈後，這裡被劃入柏林。在1990年兩德統一之前，黑勒斯多夫是東柏林的一部分。2001年，黑勒斯多夫与马尔灿两个区合并为马尔灿-黑勒斯多夫。這一地區以1980年代興建的大型住宅區為主。

## 外部連結
维基共享资源上的相關多媒體資源：Hellersdorf
- （德文） Hellersdorf page on info-marzahn-hellersdorf.de（页面存档备份，存于）